# Tougouri (département)
Tougouri est un département et une commune rurale de la province du Namentenga, situé dans la région du Centre-Nord au Burkina Faso.

## Géographie

### Démographie
- En 2003 le département comptait 76 824 habitants estimés[2].
- En 2006 le département comptait 76 824 habitants recensés[1].

## Administration

### Mairie
| Période                                  | Période  | Identité | Étiquette | Qualité |
| ---------------------------------------- | -------- | -------- | --------- | ------- |
|                                          | en cours |          |           |         |
| Les données manquantes sont à compléter. |          |          |           |         |

### Villages
Le département et la commune rurale de Tougouri est administrativement composé de quarante-deux villages, dont le village chef-lieu homonyme (données de population consolidées issues du recensement général de 2006) :
- Alfiré (1 920 habitants)
- Ambkaongo (1 317 habitants)
- Bagadé (2 681 habitants)
- Bagmaskierga (1 059 habitants)
- Boulhiba (162 habitants)
- Dabossomnoré (2 042 habitants)
- Daouirba (1 989 habitants)
- Gargo (3 928 habitants)
- Gompelgo (2 691 habitants)
- Kalitaguin (2 475 habitants)
- Koulponsogho (1 400 habitants)
- Kombangbédo (740 habitants)
- Lougouzou (357 habitants)
- Nabélin (1 944 habitants)
- Namassa (771 habitants)
- Nanbox-Yiri (459 habitants)
- Namtenga (1 491 habitants)
- Naré (1 606 habitants)
- Naré-Yarcé (1 295 habitants)
- Nassobgué (674 habitants)
- Nioundougou (1 244 habitants)
- Ouagamcé (1 808 habitants)
- Ouatinapam (858 habitants)
- Ouattigué (226 habitants)
- Paspanga (702 habitants)
- Pelga (3 154 habitants)
- Regtenga (799 habitants)
- Satembila (1 450 habitants)
- Sagouem (1 926 habitants)
- Taffogo (6 765 habitants)
- Taonsgho (1 575 habitants)
- Tidimtoa (1 584 habitants)
- Tilga (4 091 habitants)
- Tilga-Bangré (1 145 habitants)
- Tissimi (2 069 habitants)
- Tougouri (6 977 habitants), chef-lieu
- Towacé (2 391 habitants)
- Toyogodin (3 348 habitants)
- Yaguin (576 habitants)
- Yoada (857 habitants)
- Zomnogo-Bangré (1 378 habitants)
- Zorgho (800 habitants)

## Santé et éducation
Le département accueille sept centres de soins et de promotion sociale (CSPS) à Tilga, Dabossomnoré, Toyogodin, Namtenga, Pelga, Taffogo, Gargo tandis que le centre médical (CM) est à Tougouri et le centre médical avec antenne chirurgicale (CMA) de la province est celui de Boulsa.